# Barbara Prammer
Barbara Prammer, nata Thaller (Ottnang am Hausruck, 11 gennaio 1954 – Vienna, 2 agosto 2014), è stata una politica austriaca, ministra per gli affari femminili e la tutela del consumatore dal 1997 al 2000 e successivamente vicepresidente e presidente del Nationalrat.

## Biografia

### Primi anni e inizi politici

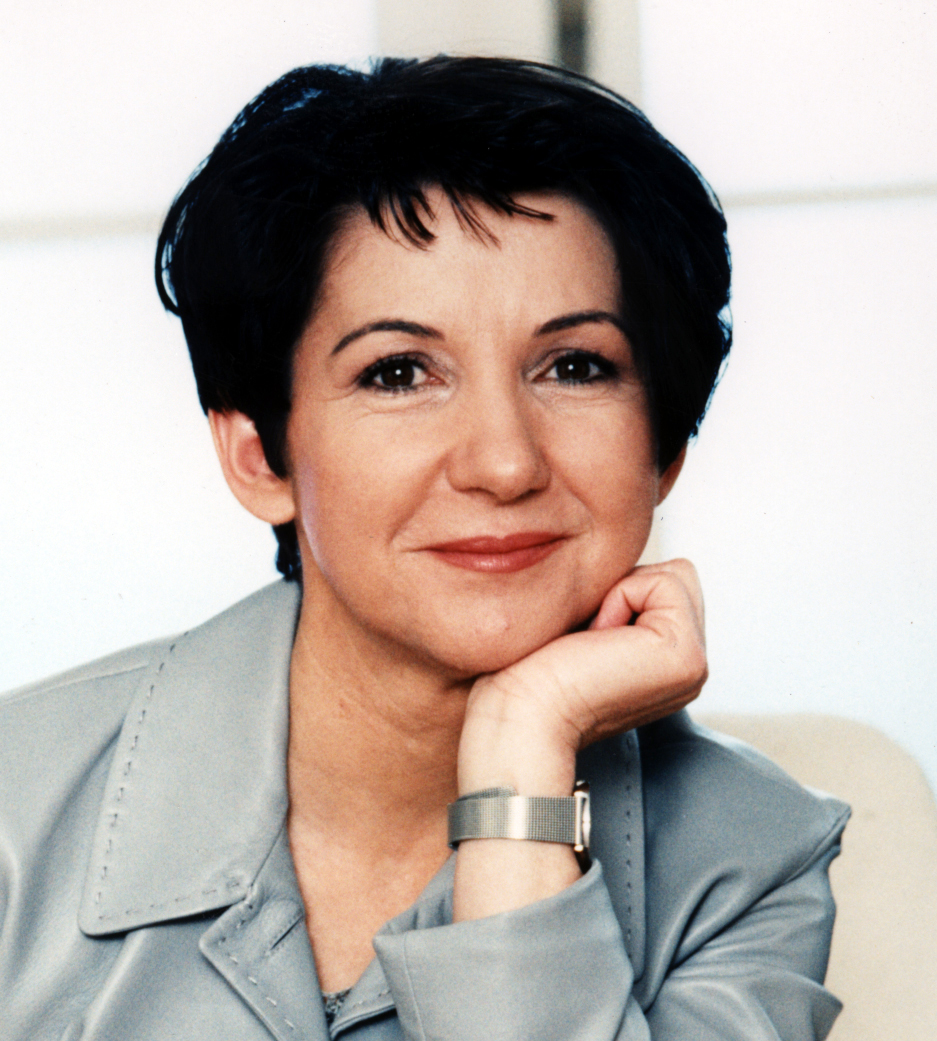
Barbara Prammer

Nata in un paesino dell'Alta Austria, studiò sociologia presso l'Università di Linz e successivamente lavorò come educatrice sociale e professionale. Fu a capo del dipartimento per gli affari femminili presso il centro per l'impiego di Linz.
Dal 1980 al 2001 fu sposata con Wolfgang Prammer, dal quale ebbe due figli, Bertram e Julia. Quest'ultima fu vicepresidente dell'Unione degli studenti austriaci ed esponente dei Verdi di Salisburgo.
Nel 1990 Barbara Prammer venne eletta presidente della sezione femminile del Partito Socialdemocratico. Divenne poi membro e vicepresidente del Landtag dell'Alta Austria.

### Ministra per gli affari femminili
Nel 1997 l'allora cancelliere Viktor Klima la nominò Ministro della Cancelleria per gli affari femminili e la tutela del consumatore. Nel 2000 si schierò contro la parificazione dell'età pensionabile tra uomini e donne, giustificando la sua posizione con la disparità e gli svantaggi subiti dalle donne nel mercato del lavoro. Rivendicò questo pensiero anche negli anni successivi, opponendosi fortemente all'equiparazione dell'età pensionabile e sostenendo che l'uguaglianza professionale dovesse partire ampliando i fondi a favore del sostegno all'occupazione femminile, ai centri per l'assistenza all'infanzia e alle strutture di consulenza per le donne in difficoltà. Fu una grande sostenitrice delle politiche a favore della conciliazione tra vita personale e vita lavorativa, tramite misure assistenziali di welfare. Durante il suo mandato ottenne un aumento di 30mila posti negli asili nido.
Da ministra, fu particolarmente impegnata nella promozione dell'uguaglianza di genere. La sua predecessora, Helga Konrad, si era resa autrice di un programma denominato "Halbe-halbe" (lett. "metà e metà"): tale iniziativa mirava ad inserire un obbligo di legge per gli uomini nella partecipazione alle attività domestiche affinché il peso del ménage familiare non ricadesse interamente sulle donne. Si trattava di un programma sociale ispirato al modello scandinavo, ma risultò particolarmente impopolare e criticato anche dalle associazioni femministe. La campagna si interruppe con la fine del governo e il termine del mandato ministeriale di Helga Konrad. Barbara Prammer ne raccolse il testimone, ma adottò un approccio differente che riuscì a raggiungere il consenso tra le parti sociali; la condivisione del lavoro di cura tra i coniugi venne inserita tra gli obblighi matrimoniali nel 1999.

### Consiglio Nazionale

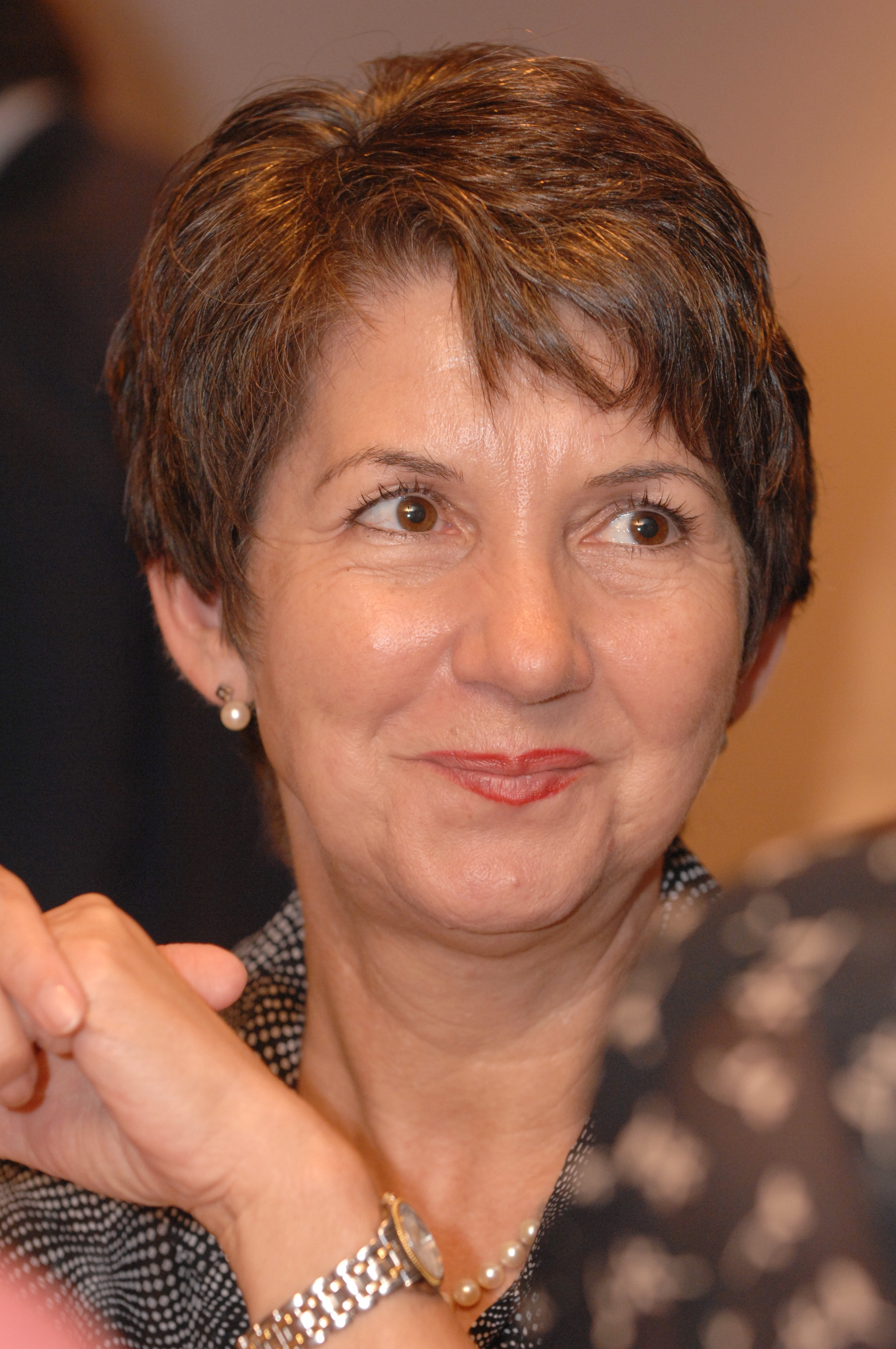
Barbara Prammer nel 2007

Nel 1999 divenne deputata presso il Nationalrat. Nel 2004, venne eletta vicepresidente dell'assemblea con 96 voti su 157, succedendo ad Heinz Fischer che era divenuto Presidente federale dell'Austria. Quando, a seguito delle elezioni parlamentari del 2006 il Partito Socialdemocratico riconquistò la maggioranza, Barbara Prammer fu eletta alla presidenza del Nationalrat con 135 voti su 157. Venne riconfermata anche nel 2008 (con 140 voti su 168) e nel 2013 (147 voti su 179). Risultò la prima donna della storia austriaca a rivestire il ruolo di presidente del Consiglio Nazionale.
Convinta antifascista, si impegnò spesso nella commemorazione delle vittime dell'Olocausto. Incontrò personalmente i sopravvissuti e si spese più volte per condannare il passato nazista dell'Austria. Sui temi sociali, fu una convinta sostenitrice dei diritti degli omosessuali e del sostegno alle categorie più fragili. Nel suo discorso inaugurale da presidente, si espresse a favore del consolidamento e della tutela dei diritti delle minoranze.

### Malattia e morte

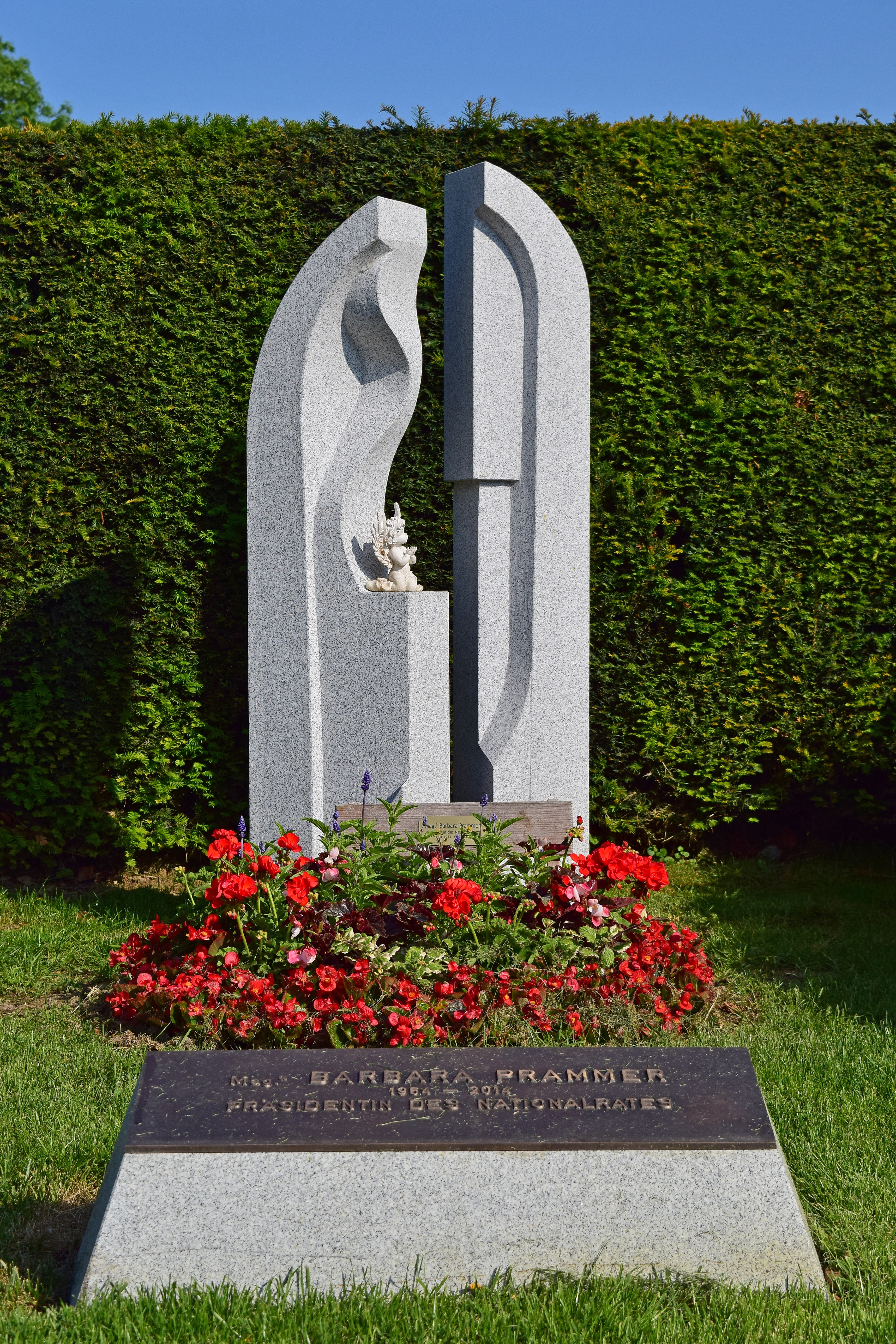
Tomba di Barbara Prammer

A settembre del 2013, Barbara Prammer comunicò tramite il suo portavoce di aver ricevuto una diagnosi di tumore pancreatico e di essere "gravemente malata". Manifestò la sua volontà di continuare a svolgere le proprie funzioni politiche ed istituzionali.
Morì il 2 agosto del 2014, circondata dai familiari, all'età di sessantun anni. Venne onorata con una cerimonia solenne di fronte al Parlamento, equivalente dei funerali di Stato. Il Presidente Fischer la ricordò affermando: "Barbara Prammer è stata una delle grandi personalità femminili della vita pubblica del nostro Paese ed è stata conosciuta e apprezzata anche oltre i confini del nostro Paese. È stata una presidentessa impegnata e indiscussa del Consiglio Nazionale austriaco, una socialdemocratica di spicco e una politica di assoluta integrità". Il cancelliere Werner Faymann la elogiò ricordandola così: "Barbara Prammer è stata un'importante socialdemocratica, una donna politica impegnata, una grande democratica e dal 2006 un'eccezionale presidente del Consiglio Nazionale […] Come combattente per l'uguaglianza per le donne, ha plasmato la società tanto quanto con il suo impegno a suscitare nei giovani l'entusiasmo per la democrazia e la partecipazione politica. Il suo impegno per stare insieme nella società, contro l'incitamento all'odio, il razzismo e l'antisemitismo è stato particolarmente forte. Per Barbara Prammer era molto importante che le atrocità del nazionalsocialismo non venissero dimenticate, soprattutto dai giovani".
Venne seppellita presso il Zentralfriedhof, accanto ad un'altra femminista socialdemocratica di spicco, Johanna Dohnal. Alla sua memoria, furono intitolate una strada di Vienna ed un edificio destinato all'edilizia popolare.

## Opere
- Barbara Prammer, Barbara Rosenberg e Karl A. Duffek (a cura di), Die Qualität der Demokratie. Kriterien, Befunde, Herausforderungen, Vienna, Löcker, 2011, ISBN 9783854095569.
- Wer das Ziel nicht kennt, wird den Weg nicht finden. Neue Antworten auf alte Fragen, Vienna/Graz/Klagenfurt, Styria Premium, 2011, ISBN 9783222133329.
- Wir sind Demokratie. Eine Ermunterung, Vienna/Ohlsdorf, Ausblick, 2013, ISBN 9783903798014.